# Leptoderris gilletii
Leptoderris gilletii là một loài thực vật có hoa trong họ Đậu. Loài này được De Wild. miêu tả khoa học đầu tiên.